# Улица Ильича (Гомель)
Улица Ильича — улица в южной части Гомеля (Новобелицкий район Гомеля), является одной из главных улиц города.
Начинается от моста через реку Сож (мост Ильича-Фрунзе), заканчивается у городской черты, плавно перетекая в шоссе на Чернигов. Застройка самая разнообразная, в отдельных частях улицы находится частный сектор с одно- и двухэтажными домами, присутствуют панельные 9-этажные дома, а также два высотных дома по 18 этажей. В районе пересечения с улицей 9 Мая к улице Ильича примыкает зона отдыха, возле которой расположен православный храм.
Последний раз переименовывалась в советские годы, тогда её переименовали в честь В. И. Ленина. Прежние названия улицы: Шоссейная, Ленина.

## На улице расположены
- Мясокомбинат
- Жирокомбинат
- Хлебозавод
- магазины
- школы
- Больница № 3
- завод Кристалл

## Пересекает улицы
- Республиканскую
- 11-го Июня
- Международную
- Репина
- Герцена
- Радищева
- Склезнёва
- Степана Разина
- Ленинградскую
- Севастопольскую
- Севастопольский переулок
- 9 Мая
- Пирогова
- 2-й переулок Ильича
- 3-й переулок Ильича
- 6-й переулок Ильича
- 7-й переулок Ильича
- 8-й переулок Ильича
- Зайцева
- Техническую
- проезд Ильича
- Жемчужную
- и др.

## Галерея
- 18-этажное здание, ул. Ильича, д. 61
- Завод «Кристалл»
- Школа № 2
- Ильич на площади Ильича